# Stubo (Valjevo)
Stubo (Valjevo) (em cirílico: Стубо) é uma vila da Sérvia localizada no município de Valjevo, pertencente ao distrito de Kolubara. A sua população era de 170 habitantes segundo o censo de 2011.

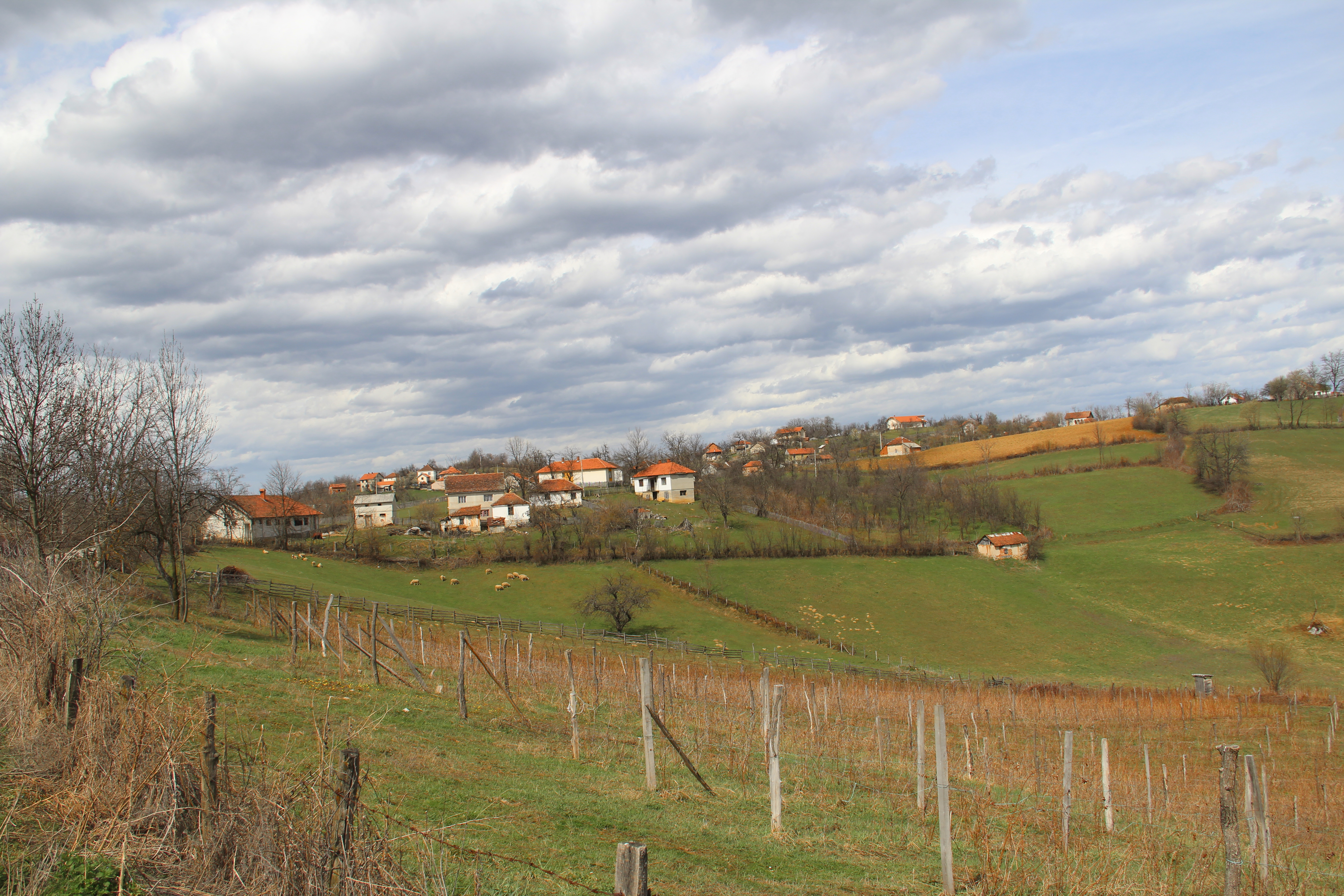
Stubo - Panorama
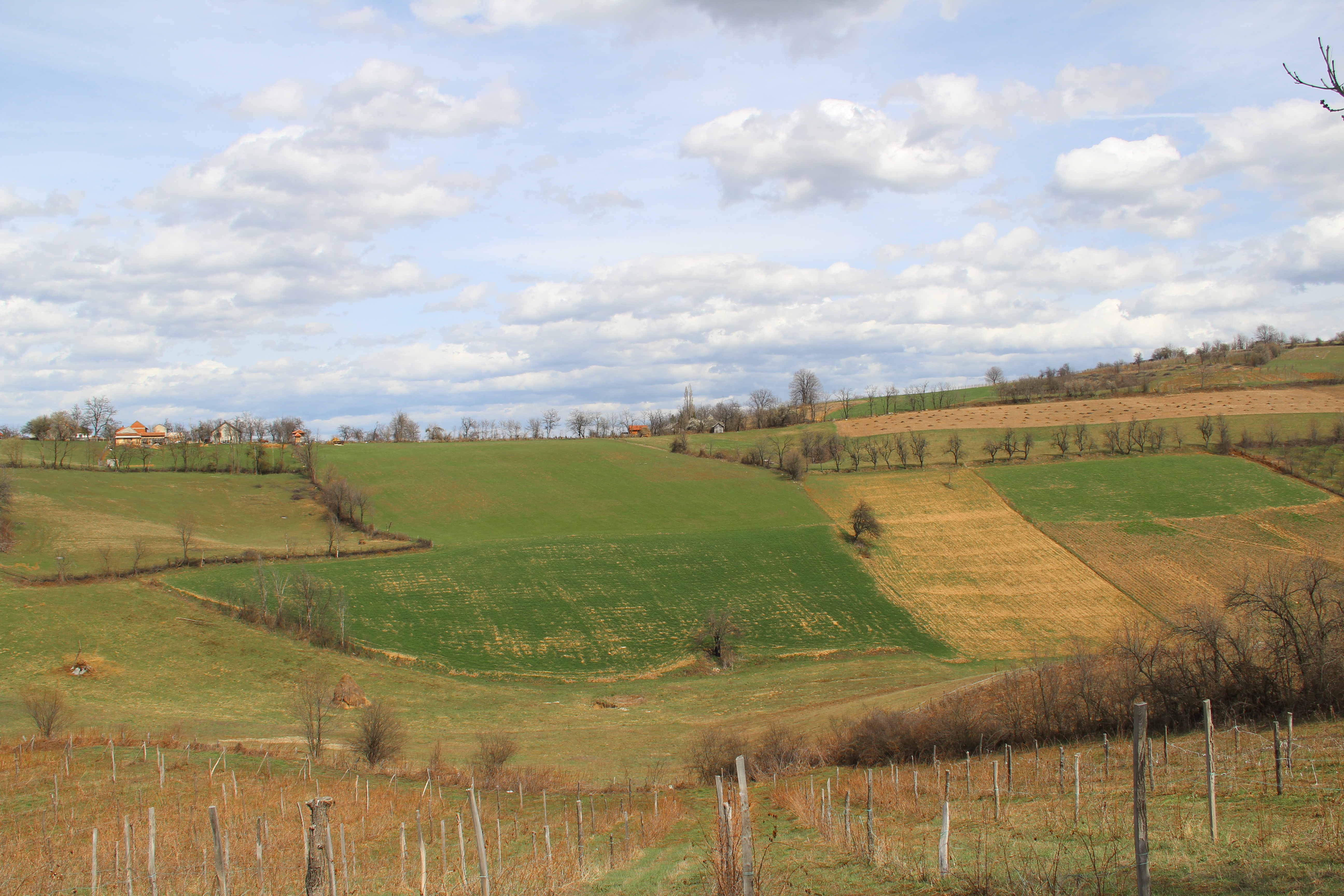
Stubo - Panorama
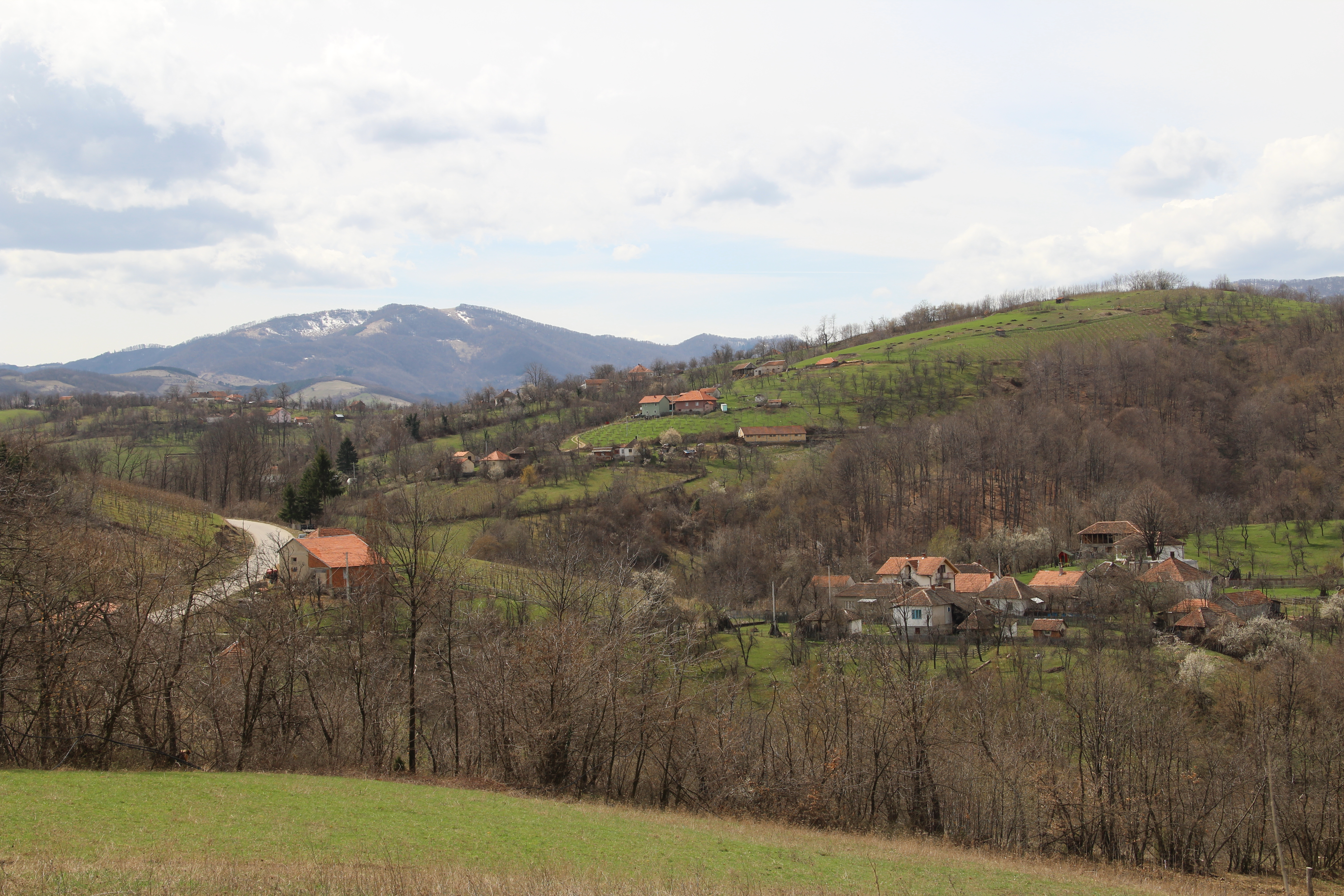
Stubo - Panorama
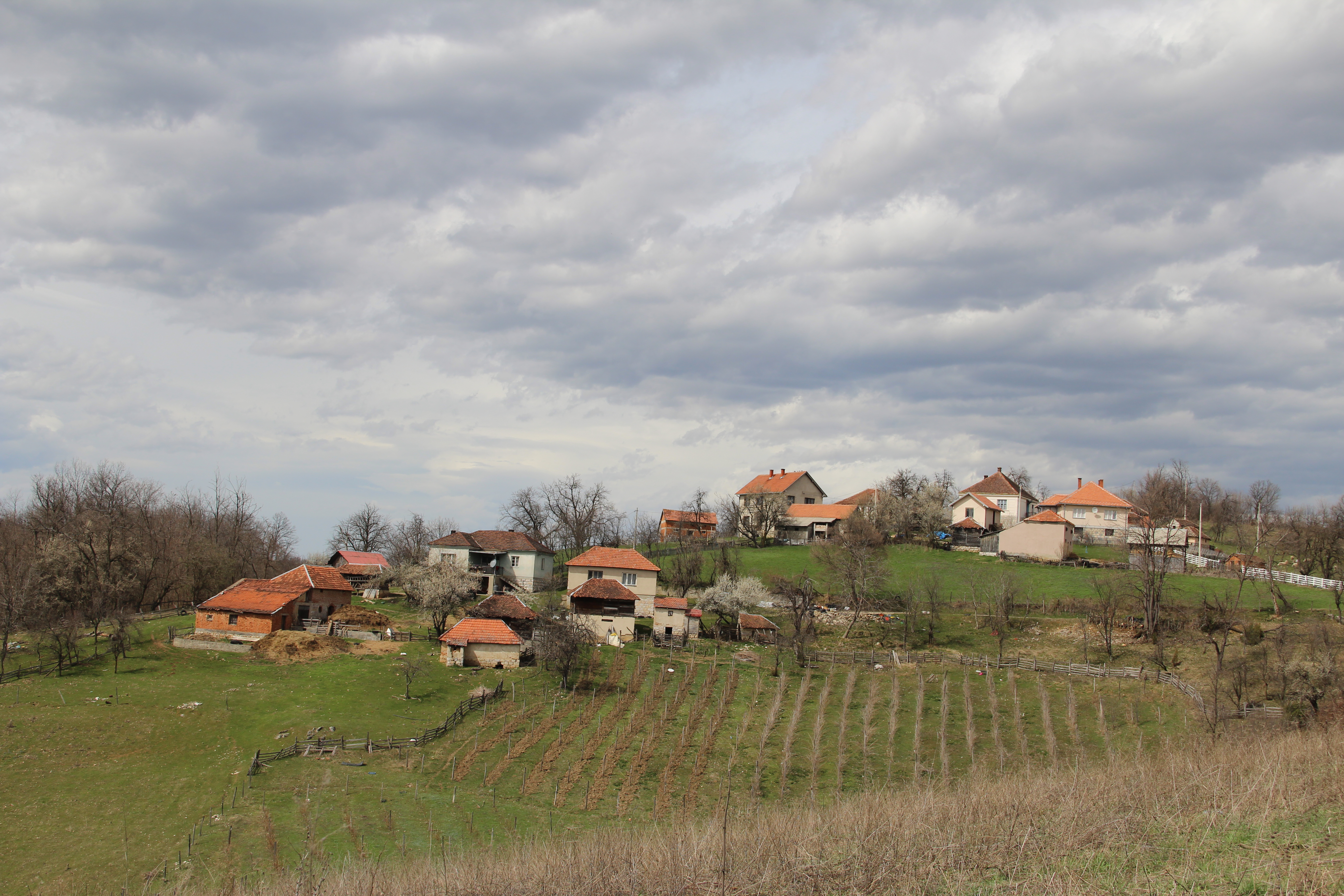
Stubo - Panorama
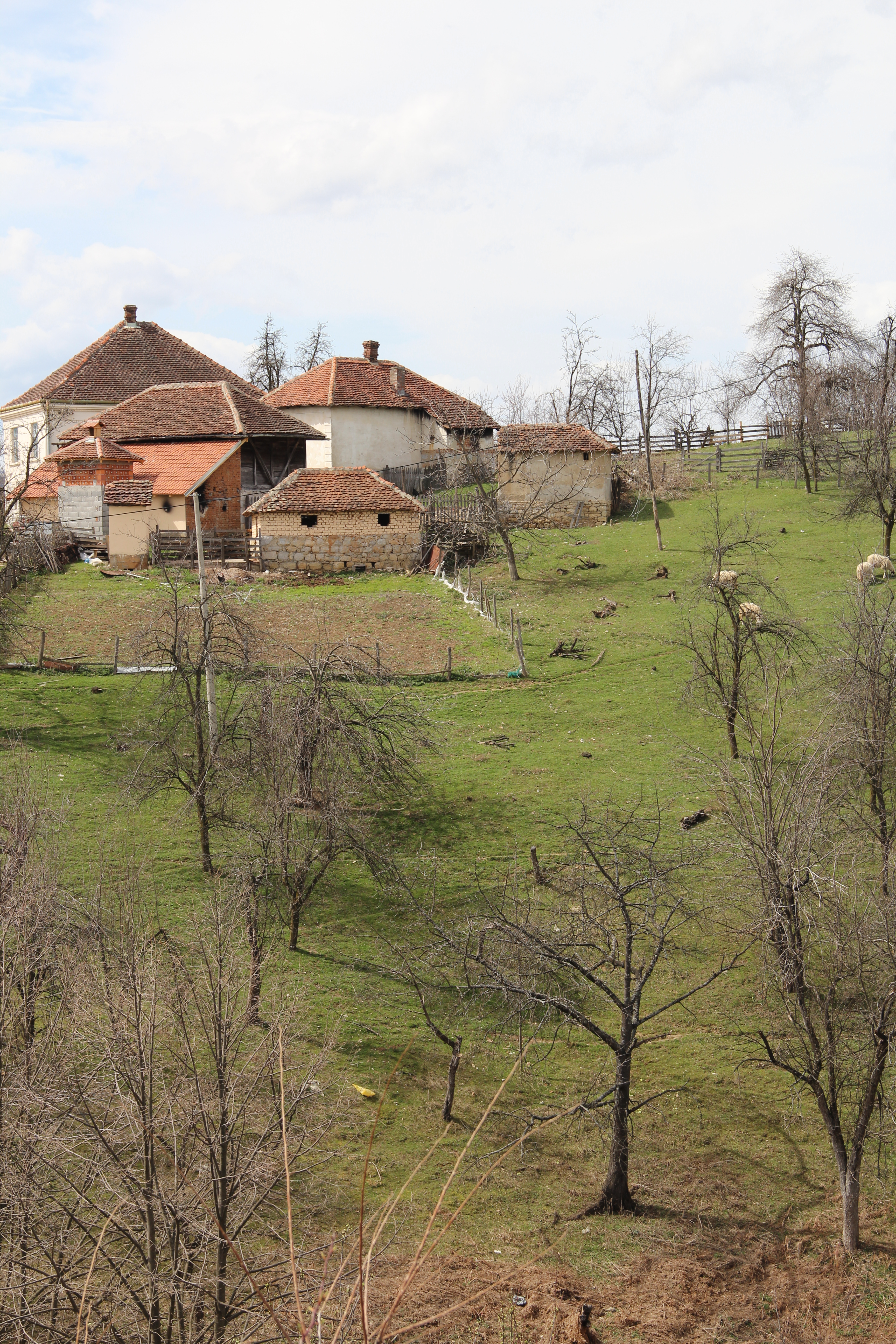
Stubo - Panorama
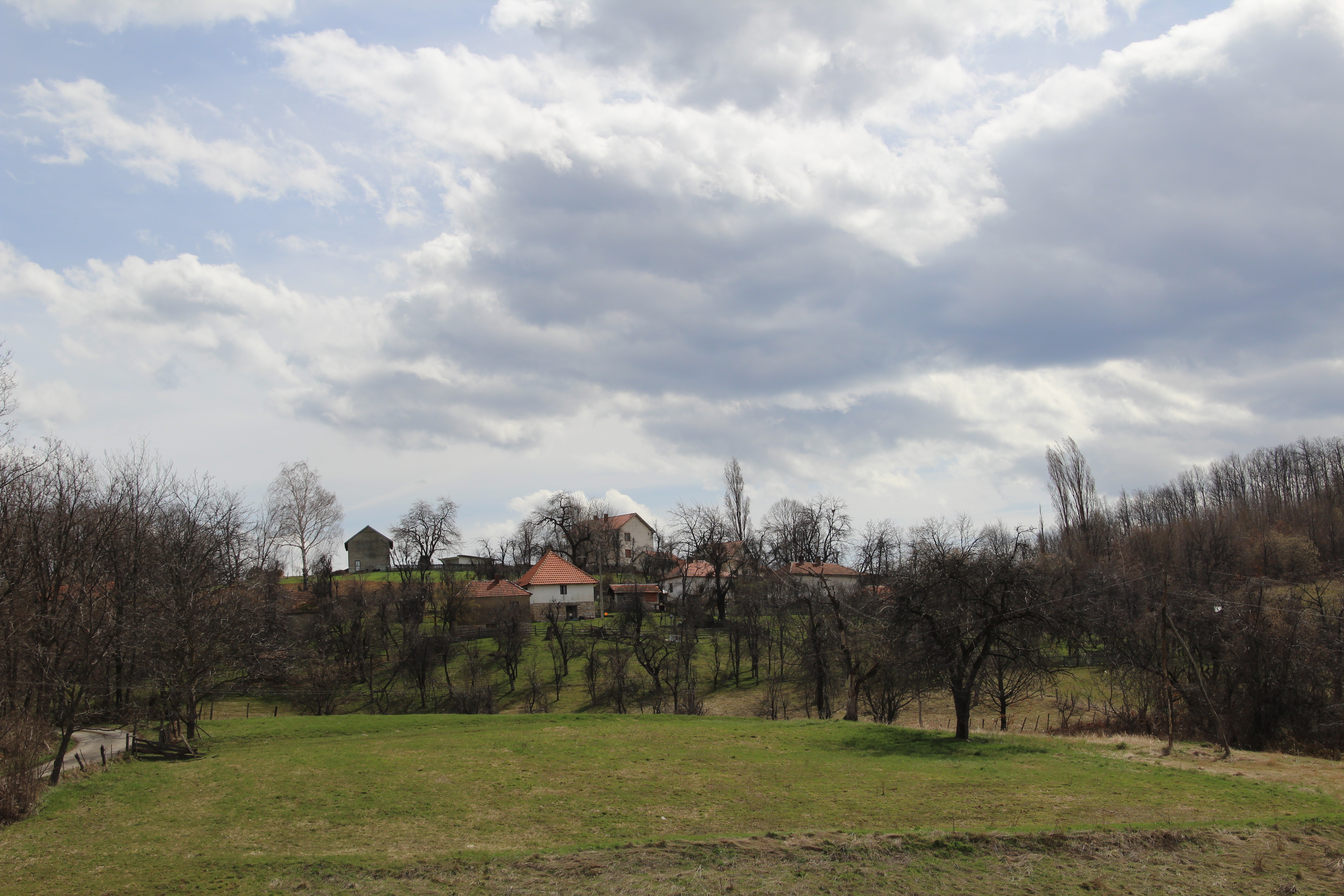
Stubo - Panorama
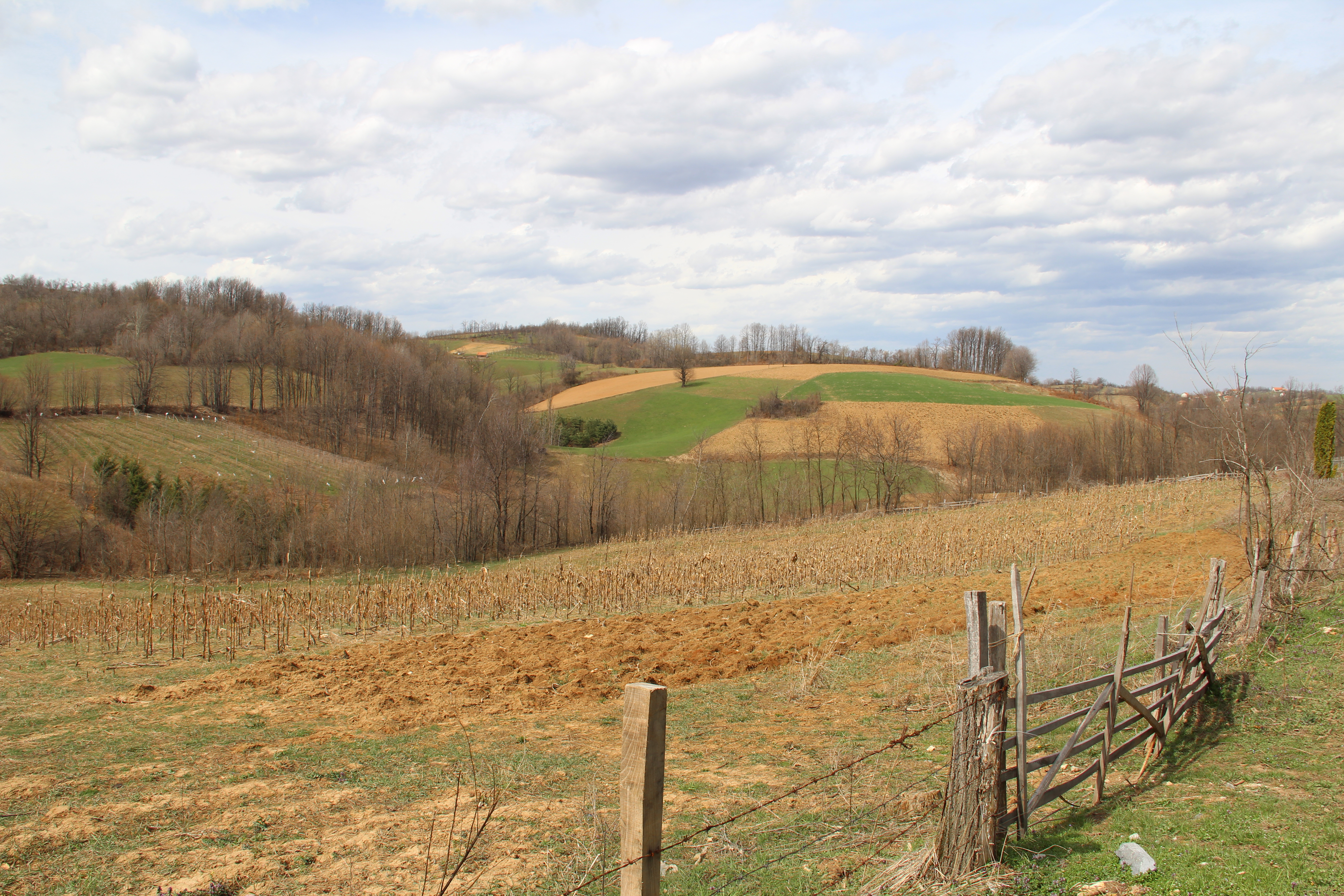
Stubo - Panorama
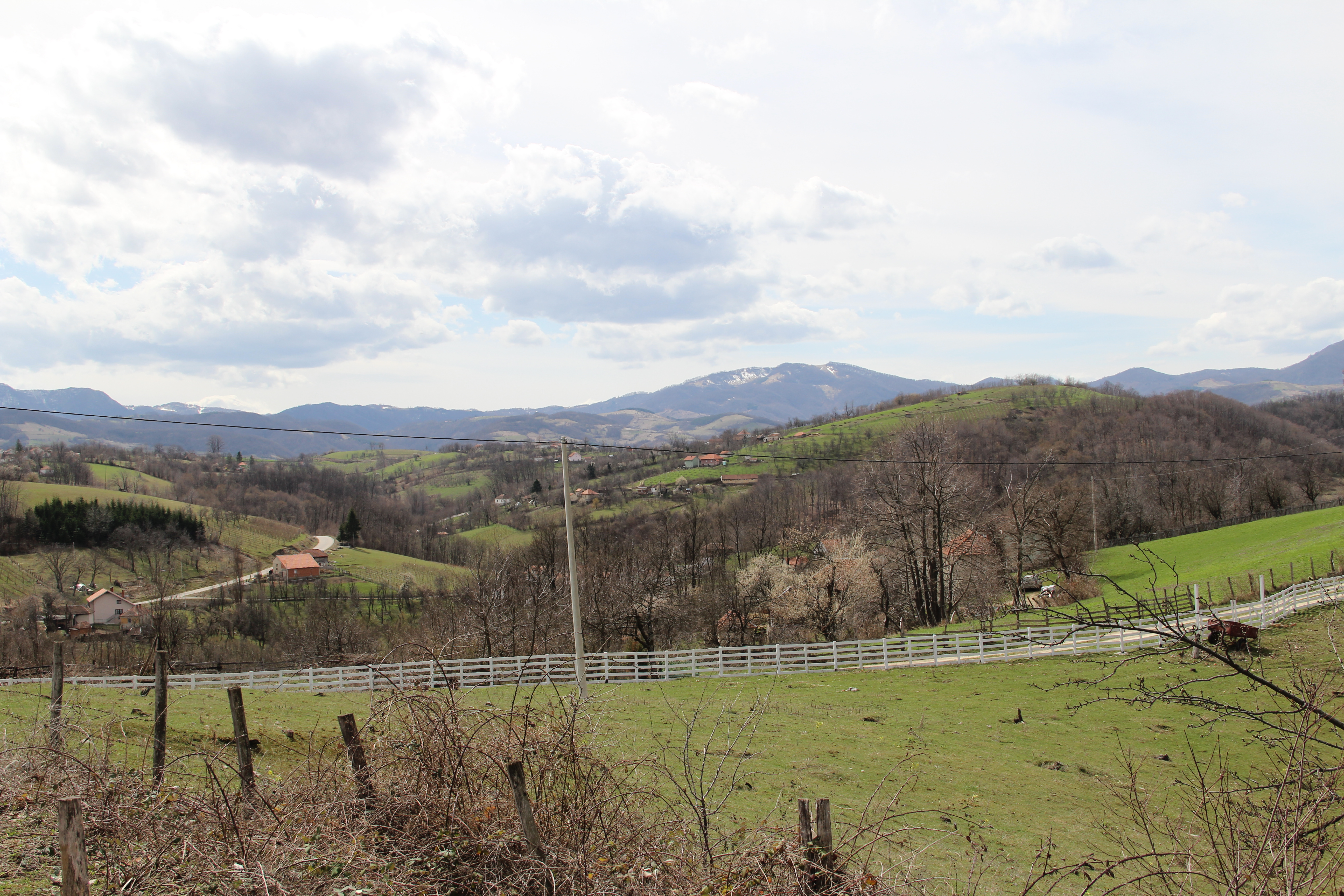
Stubo - Panorama

## Demografia
| 1948 | 1953 | 1961 | 1971 | 1981 | 1991 | 2002 | 2011 |
| ---- | ---- | ---- | ---- | ---- | ---- | ---- | ---- |
| 725  | 683  | 635  | 575  | 440  | 358  | 282  | 170  |